# Навстречу вечности
«Навстречу вечности», или «В бесконечность» (англ. Into Eternity) — документальный фильм 2010 года совместного производства Дании, Финляндии и Швеции датского режиссёра Михаэля Мадсена (дат. Michael Madsen). Фильм посвящён объекту, являющемуся по нескольким параметрам уникальным для нашей цивилизации, — хранилищу ядерных отходов ONKALO, строящемуся в Финляндии.
Премьера фильма состоялась в Дании 6 января 2010 года. В Финляндии фильм впервые был показан 30 января 2010 года, а в России — 24 июня 2011 года в рамках программы «Свободная мысль» 33-го Московского международного кинофестиваля (23.06 — 02.07.2011).
Рейтинг фильма в базе данных Internet Movie Database по состоянию на 19 июля 2011 года составлял 7,5.

## Содержание
В Финляндии, на территории коммуны (общины) Эурайоки области Сатакунта, в нескольких километрах от атомной электростанции Олкилуото с 1990-х годов строится первое на нашей планете постоянное хранилище ядерных отходов Onkalo. Примерно в 2020 году оно вступит в эксплуатацию и начнёт принимать отработавшее ядерное топливо с финских атомных электростанций, которое будет храниться в специальных капсулах в разветвлённой системе туннелей, пробитых в твёрдых скальных породах на глубине около пятисот метров. Планируется, что в течение XXI века это хранилище будет расширяться и заполняться, а в начале XXII века работы над этим объектом будут закончены, хранилище будет законсервировано и вход в него будет запечатан (взорван). Строительство ведётся с таким расчетом, чтобы это хранилище могло в пассивном режиме, без какого-либо обслуживания, гарантированно прослужить 100 тысяч лет — срок, в течение которого уровень радиации отходов снизится до безопасного уровня. Планируемый срок функционирования строящегося объекта — сто тысяч лет — также является уникальным для нашей цивилизации.
Фильм состоит из документальных съёмок внутри сооружения, а также из интервью с руководителями атомной промышленности Финляндии, с экспертами разных стран по ядерной безопасности, с рабочими-взрывниками.
Уникальность сооружения поднимает уникальные вопросы, на которые нет чёткого ответа; ранее эти вопросы исследовались лишь писателями-фантастами, теперь же они имеют реальное практическое значение. Один из главных вопросов — следует ли передавать будущим поколениям информацию об этом объекте, а если передавать, то в каком виде? Что лучше — оставить на поверхности некие знаки, предупреждающие о том, что в этом месте не следует заниматься бурением, или, наоборот, лучше сделать так, что на поверхности ничто не напоминало о каких-либо проводившихся здесь работах? Авторы фильма указывают на парадокс ситуации: человечество должно передать будущим поколениям информацию, что они должны помнить о том, что об этом объекте им следует забыть…
Другой вопрос похож на первый, но связан с другой гипотетической ситуацией: можно представить, что человечество забыло об этом объекте, но когда-то в будущем каким-либо образом люди попали внутрь этого сооружения. Как дать им понять, что всё живое здесь подвергается смертельной опасности и отсюда лучше уйти?

## Локальные названия
- В программе 33-го ММКФ фильм встречается как под названием «Навстречу вечности»[2], так и под названием «В бесконечность»[3].
- Onkalo — säteilevä hauta («Онкало — радиоактивный могильник») — финское название фильма[4].
- При показе фильма по английскому телевидению использовалось название Nuclear Eternity («Ядерная вечность»)[4].
- При показе фильма в Японии в английских субтитрах использовалось название Safety in 100,000 Years' Time («Безопасность на 100 000 лет»)[4].

## Призы
- 2010: Приз Амстердамского фестиваля документального кино[3].
- 2010: Специальное упоминание на Фестивале документального кино в Атланте[3].